# リシン-2-モノオキシゲナーゼ
リシン-2-モノオキシゲナーゼ（lysine 2-monooxygenase）は、リシン分解酵素の一つで、次の化学反応を触媒する酸化還元酵素である。
L-リシン + O2 {\displaystyle \rightleftharpoons } 5-アミノペンタンアミド + CO2 + H2O
反応式の通り、この酵素の基質はL-リシンとO2、生成物は5-アミノペンタンアミドとCO2とH2Oである。補因子としてFADを用いる。
組織名はL-lysine:oxygen 2-oxidoreductase (decarboxylating)で、別名にlysine oxygenase、lysine monooxygenase、L-lysine-2-monooxygenaseがある。